# Шульгоф, Эрвин
Эрвин Шульгоф (чеш. Ervín Schulhoff, нем. Erwin Schulhoff; 8 июня 1894, Прага, Австро-Венгрия — 18 августа 1942, концлагерь Вюльцбург, Бавария) — чешский композитор и пианист еврейского происхождения.

## Жизнь и творчество
Родился в состоятельной и высокообразованной еврейской семье, не лишённой музыкальных корней: двоюродным дедом Шульхофа был известный пианист Юлиус Шульгоф. Начал заниматься как пианист у Якоба Хольфельда. По рекомендации Дворжака был в 10-летнем возрасте принят в Пражскую консерваторию, учился у Индржиха Каана фон Альбеста. Впоследствии учился фортепианному искусству в Вене у Вилли Терна, в Лейпциге у Роберта Тайхмюллера и Карла Фридберга, в Кёльне у Ладзаро Уциелли; композицию изучал под руководством Макса Регера, брал уроки у Дебюсси. Завоевал как блестящий пианист и композитор несколько премий. Сблизился с дадаизмом, одним из первых европейских композиторов стал активно использовать джаз в симфонической музыке. Преподавал в Саарбрюккене, работал на радио и играл в джазовых оркестрах Праги, занимался музыкальной журналистикой, выступал как пианист в Германии, Франции и Великобритании. Исполнял произведения Скрябина, Шёнберга, Берга, Веберна, Хиндемита, Бартока и др.
После 1933 столкнулся с политическими и финансовыми трудностями как из-за своего еврейства, так и из-за прокоммунистических симпатий (в 1932 он написал музыку к «Коммунистическому манифесту» Маркса и Энгельса, в 1933 — «17 песен Октябрьской революции»). Его сочинения были причислены в Германии к «дегенеративному искусству», их перестали исполнять. После вступления гитлеровцев в Чехословакию (1939) Шульхоф мог выступать в чешской печати и на радио только под псевдонимом. В 1941 подал советским властям прошение о гражданстве в СССР, получил разрешение и визу, но 23 июня, на второй день войны между Германией и СССР, был арестован немцами. Умер в концентрационном лагере от туберкулёза.

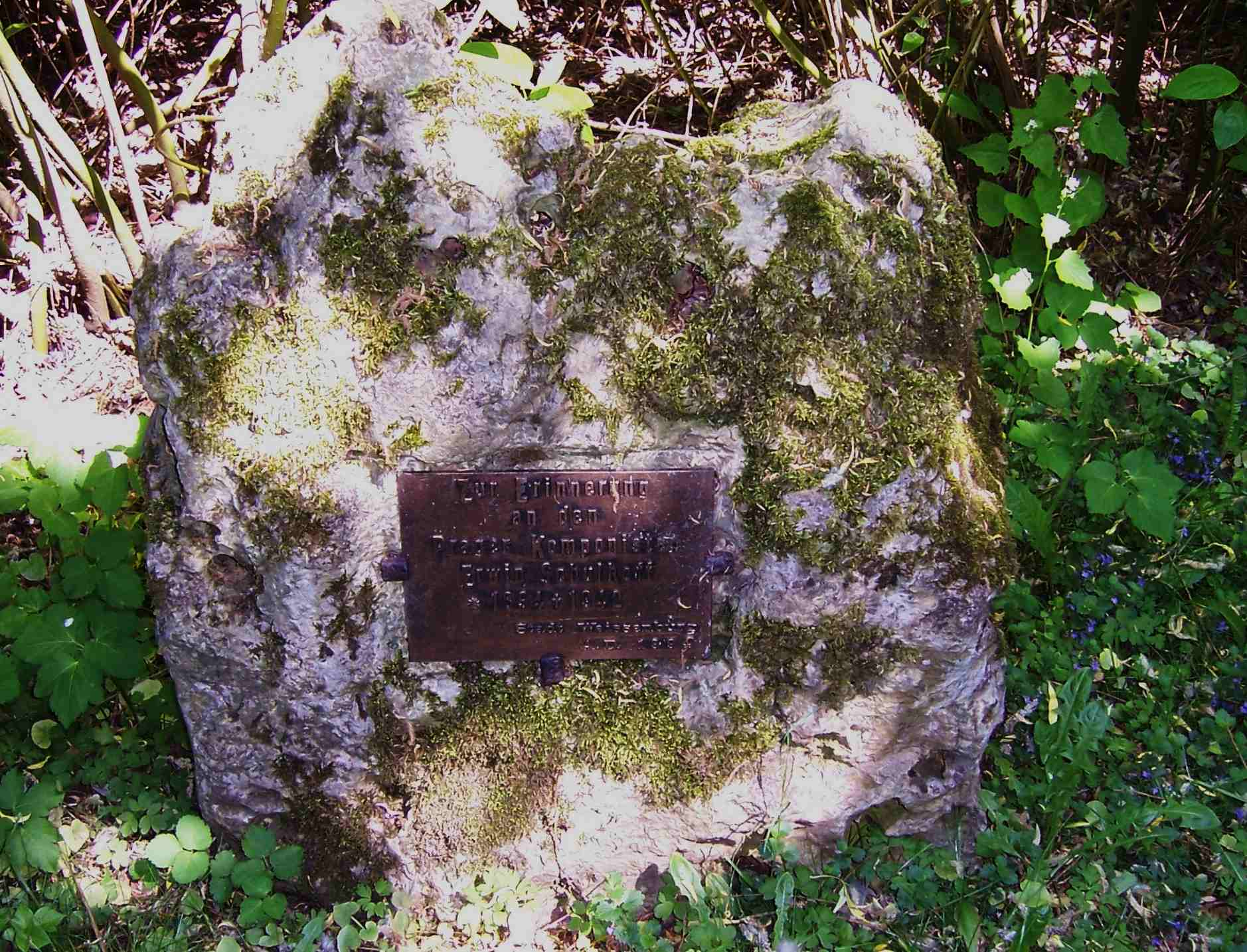
могила Эрвина Шульгофа в Вайсенбурге

## Избранные произведения
- «Landschaften», Sinfonie für Mezzosopran und Orchester (1912)
- Lustige Ouvertüre für Orchester (1913)
- Violinsonate Nr.1 (1913)
- Divertimento für Streichquartett (1914)
- Fünf Lieder nach Christian Morgenstern (1915)
- Fünf Grotesken für Klavier (1917)
- Fünf Burlesken für Klavier (1918)
- Variationen über ein achttaktiges eigenes Thema für Orchester (1919)
- Fünf Arabesken für Klavier (1919)
- Fünf Humoresken für Klavier (1919)
- Fünf Pittoresken für Klavier (1919)
- Sonata Erotica für Solo-Muttertrompete (1919)
- «Menschheit», Eine Sinfonie für eine Altstimme und Orchester (1919)
- «Bassnachtigall», Drei Vortragsstücke für Kontrafagott (1922)
- Rag-Music, für Klavier (1922)
- «Die Wolkenpumpe», Ernste Gesänge für eine Baritonstimme mit vier Blasinstrumenten und Schlagzeug nach Worten des Heiligen Geistes (1922, на стихи Х.Арпа)
- «Ogelala», Ballettmysterium nach einem antik-mexikanischen Original (1922)
- Fünf Stücke für Streichquartett (1923)
- Streichsextett (1924)
- Первая симфония (1925)
- Concertino für Flöte, Viola und Kontrabass (1925)
- Violinsonate Nr. 2 (1927)
- Divertissement für Oboe, Klarinette und Fagott (1927)
- Doppelkonzert für Flöte, Klavier, 2 Hörner und Streichorchester (1927)
- «Le Bourgeois Gentilhomme», Konzertsuite (1928)
- Hot Music für Klavier (1928)
- Flammen, Oper (1929)
- Konzert für Streichquartett und Bläser (1930)
- Suite Dansante en Jazz für Klavier (1931)
- Вторая симфония (1932)
- Valse brillante für Altsaxophon und Klavier (1933)
- Danse excentrique für Altsaxophon und Klavier (1933)
- «Syncopated Peter» für Trombone et Piano (1934)
- 3. Sinfonie (1935)
- 4. Sinfonie, «Spanische» (1936—1937)
- 5. Sinfonie, À Romain Rolland (1938—1939)
- 6. Sinfonie, «Freiheitssinfonie» (1940/41)
- 7. Sinfonie, «Eroica» (1941)
- 8. Symphonie (1942)

## Шульхоф о музыке
- Schriften / Hrsg. und kommentiert von Tobias Widmaier. Hamburg: Von Bockel, 1994.